# Trisquel GNU/Linux
Trisquel GNU/Linux je operacijski sistem, ki temelji na Linux Ubuntuju. Projekt se zavzema za popolnoma prosto programje, brez lastniške programske opreme ali strojne programske opreme in uporablja prosto različico jedra Linux, ki je v uporabi preko projekta Linux-libre. Trisquel je odvisen od donacij uporabnikov. Njegov logotip je triskelion.
Projekt je začel z delovanjem leta 2004, sponzorirala ga je Univerza Vigo v podporo galicijščini v izobraževalnem programju, uradno ga je aprila 2005 predstavil ustanovitelj projekta GNU, Richard Matthew Stallman. 
Kot pravi ustanovitelj projekta Rubén Rodríguez, je podpora za galicijski jezik uvedla interes med južno-ameriškimi in mehiškimi skupnostmi emigrantov iz province Ourense.
Od decembra 2008 je distribucija Trisquel GNU/Linux vključena v spisek Free Software fundacije za proste distribucije Linux.

## Različice
| barva   | pomen                                              |
| ------- | -------------------------------------------------- |
| rdeča   | različica ni več podprta                           |
| oranžna | različica je podprta samo za varnostne posodobitve |
| zelena  | različica je podprta                               |
| modra   | prihodnje različice                                |

|                    | različica | kodno ime | datum izida        | tip idaje | datum konca cikla  | različica jedra    | namizje    | temelji na                       | varnostni dodatki do |
| ------------------ | --------- | --------- | ------------------ | --------- | ------------------ | ------------------ | ---------- | -------------------------------- | -------------------- |
| različice Trisquel | 1.0       | Arianrhod | 30. januar 2007    |           |                    | 2.6.18.6           | GNOME 2.14 | Debian 4.0 (Etch)                |                      |
| različice Trisquel | 2.0       | Robur     | 27. julij 2008     | LTS       | 2. marec 2014      | 2.6.24             | GNOME 2.22 | Ubuntu 8.04 (Hardy Heron)        | 2013                 |
| različice Trisquel | 3.0       | Dwyn      | 8. september 2009  | STS       | 11. maj 2011       | Linux-libre 2.6.28 | GNOME 2.26 | Ubuntu 9.04 (Jaunty Jackalope)   | neznano              |
| različice Trisquel | 3.5       | Awen      | 22. marec 2010     | STS       | 14. julij 2011     | Linux-libre 2.6.31 | GNOME 2.28 | Ubuntu 9.10 (Karmic Koala)       | neznano              |
| različice Trisquel | 4.0       | Taranis   | 18. september 2010 | LTS       | 2015               | Linux-libre 2.6.32 | GNOME 2.30 | Ubuntu 10.04 (Lucid Lynx)        | 2015                 |
| različice Trisquel | 4.5       | Slaine    | 24. marec 2011     | STS       | 15. september 2012 | Linux-libre 2.6.35 | GNOME 2.32 | Ubuntu 10.10 (Maverick Meerkat)  | neznano              |
| različice Trisquel | 5.0       | Dagda     | 17. september 2011 | STS       | 2. marec 2014      | Linux-libre 2.6.38 | GNOME 2.32 | Ubuntu 11.04 (Natty Narwhal)     | neznano              |
| različice Trisquel | 5.5       | Brigantia | 16. april 2012     | STS       | 2. marec 2014      | Linux-libre 3.0    | GNOME 3.2  | Ubuntu 11.10 (Oneiric Ocelot)    | neznano              |
| različice Trisquel | 6.0       | Toutatis  | 9. marec 2013      | LTS       | 2017               | Linux-libre 3.2    | GNOME 3.4  | Ubuntu 12.04 (Precise Pangolin)  | 2017                 |
| različice Trisquel | 7.0       | Belenos   | 3. november 2014   | LTS       | 2019               | Linux-libre 3.13   | GNOME 3.12 | Ubuntu 14.04 (Trusty Tahr)       | 2019                 |
| različice Trisquel | 8.0       | Flidas    | 18. april 2018     | LTS       | 2021               | Linux-libre 4.4    | MATE 1.12  | Ubuntu 16.04 LTS (Xenial Xerus)  | neznano              |
| različice Trisquel | 9.0       | Etiona    | 16. oktober 2020   | LTS       | april 2023         | Linux-libre 4.15   | MATE 1.20  | Ubuntu 18.04 LTS (Bionic Beaver) | neznano              |
| različice Trisquel | 10.0      | Nabia     | 1. februar 2022    | LTS       | april 2025         | Linux-libre 5.4    | MATE 1.24  | Ubuntu 20.04 LTS (Focal Fossa)   | neznano              |
| različice Trisquel | 11.0      | Aramo     | 19. marec 2023     | LTS       | 2027               | Linux-libre 5.15   | MATE 1.26  | Ubuntu 22.04 (Jammy Jellyfish)   | neznano              |

Vse različice vključujejo navedeno programsko opremo:
- jedro Linux-libre, 2.6.24 v Robur, 2.6.28 v Dwyn, 2.6.31 v Awen, 2.6.32 v Taranis, 2.6.35 v Slaine, 2.6.38 v Dagda, 3.0 v Brigantia in 3.2 v Toutatis.
- namizje GNOME, 2.22 v Robur, 2.26 v Dwyn, 2.28 v Awen, 2.30 v Taranis, 2.32 v Slaine, 2.32 v Dagda, 3.2 v Brigantia in 3.4 v Toutatis. Namesto uporabe GNOME ukazne lupine, ima Trisquel GNOME Panel aktiviran že v osnovi.[20]
- predrugačeno različico brskalnika Firefox imenovano "Abrowser", ki nikoli ne predlaga ne-prostih dodatkov in ne vključuje trademarkov ali imen. Abrowser je predrugačen zaradi tega, ker Mozilla Trademark pravilnik ne dopušča sprememb, katere vključujejo njihov Trademark brez vednosti.[21] Ker je Adobe Flash Player lastniška programska oprema, ga Trisquel GNU/Linux ne vključuje, namesto tega ponuja Gnash SWF predvajalnik.[22]

### Trisquel Mini
Trisquel Mini je alternativa glavnega Trisquela, oblikovan je tako, da teče zadovoljivo na netbookih in starejši strojni opremi. Uporablja manj zmogljivo namizje LXDE in lahko GTK+ in X Window System alternativo GNOMEu in aplikacijam Qt/KDE.

## Druge različice
Trisquel Pro
Trisquel Pro je bil manjši poslovno usmerjeni operacijski sistem. Bil je del Trisquel 2.0 LTS Robur, vendar ne bo več izdanih naslednjih različic.
Trisquel Edu
Trisquel Edu je bila različica, katera se je osredotočala na izobraževanje v šolah in univerzah. Podobno kot Trisquel Pro zanjo ne bo več prihodnjih izdaj po Trisquel 2.0 Robur.
Trisquel in Sugar
Trisquel in Sugar je temeljil na namizju Sugar za interaktivno učenje otrok, vendar različica ni bila nikoli izdana.
Trisquel Gamer
Trisquel Gamer je bila neodvisna različica razvijalca Davida Zaragoze. Imela je 55 prostih iger in lahko se jo je zagnalo z LiveDVDja ali USB-ključka. Izdana je bila skupaj s Trisquelom 3.5, kateri ni več podprt.

## Sprejem
Jesse Smith iz DistroWatcha je recenziral različico 4.0, Taranis, in jo opisal kot rafinirano in odvisno. Opisal je problem odstranjevanja programske opreme kot glavni problem v različici. Smith je pohvalil Trisquel kot operacijski sistem, ki je prikazal uporabnost, navkljub režimu prostega programja.
Jim Lynch iz Desktop Linux Reviews je recenziral različico 5.5, Brigantia, in jo opisal kot »dobro urejeno in dobro zgrajeno« in jo predlagal vsem uporabnikom, ki bi radi uporabljali izključno prosto programje. Lynch je omenil, da je različica primerna tako za začetnike, kot tudi za naprednejše uporabnike.
Chris Fisher in Matt Hartley iz The Linux Action Show! sta pohvalila oblikovanje, enostavnost in strojno podporo Trisquela 5.5 in Trisquela 5.5 Mini, vendar sta ugotovila, da jedro Linux-libre v Trisquelu izpostavlja funkcionalnost lastniške programske opreme za brezžične naprave. Omenila sta, da je distribucija zaradi tega namenjena naprednejšim uporabnikom in da naj bi začetniki uporabili drugo distribucijo.